# 9月16日 (馬格利特)
9月16日是比利時超現實主義畫家雷內·馬格利特於1956年的油畫畫作。

## 簡介
畫作描繪了夜晚中多石的草地上的一棵樹，以及遠方的樹林。在佔有大部分畫面的樹冠偏上的位置有一牙彎月在前方。
其中一版本由皇家安特衛普美術館從馬格利特購得，此外亦有數個版本，包括較小的油畫及版畫。通常馬格利特在畫作完成後再定下標題，而此標題由其朋友、超現實主義詩人路易·斯库特纳尔（Louis Scutenaire）所建議。

## 馬格利特的想法
樹是馬格利特的畫作中不時出現的形象。他指出：
|  | 從泥土往太陽生長的樹是某種快樂的形象。要感知這種形象我們得像樹般靜止。當我們移動時，樹就變成了旁觀者。它，即使以椅子、桌子、門的形狀，亦同樣地見證了我們的生活中或多或少顯得激動的景象。當樹成為了棺材，便會消失在泥土之中。還有當它化作烈火，便會煙消雲散。 |

當馬格利特完成此作後，他總結：
|  | 我剛才在灰藍色夜空裏的樹上畫了一輪月。 |